# Okres Brugg
Okres Brugg je jedním z 11 okresů v kantonu Aargau ve Švýcarsku. V prosinci 2016 zde žilo 50 251 obyvatel. Hlavním místem okresu je obec - malé město Brugg.

## Poloha, popis
Území okresu se rozkládá uvnitř kantonu v údolí řeky Aary a jejího přítoku řeky Reuss. Směrem na západ a severozápad se zvedá do hor. Nadmořská výška je zhruba od 340 m u Aary, až na vrchol hory Geissberg (700 m n. m.) na severu a na západě pak vrchol hory Gisliflue (772 m n. m.) Rozloha území je 145,15 km2.
Sousedními okresy jsou Zurzach na severovýchodě, Baden na východě, Lenzburg na jihu, Aarau na jihozápadě a Laufenburg na severozápadě.

### Doprava
Při jihovýchodním okraji okresu prochází Dálnice A1. Z ní směrem k západu odbočuje Dálnice A3, na kterou navazují Hlavní silnice 3 a Hlavní silnice 5 a pak několik silnic nižšího řádu. Mimo to je město Brugg křižovatkou několika železničních tratí.

## Obce v okresu
Okres Brugg tvoří celkem 24 obcí, jimiž jsou:
| P.č. | Jméno obce | Obyvatel (k 31. prosinci 2016) | Rozloha |  |  |  | P.č. | Jméno obce     | Obyvatel (k 31. prosinci 2016) | Rozloha |
| ---- | ---------- | ------------------------------ | ------- |  |  |  | ---- | -------------- | ------------------------------ | ------- |
| 1    | Auenstein  | 1 588                          | 5,68    |  |  |  | 14   | Mülligen       | 1 055                          | 3,16    |
| 2    | Birr       | 4 481                          | 5,05    |  |  |  | 15   | Remigen        | 1 071                          | 7,87    |
| 3    | Birrhard   | 696                            | 3,00    |  |  |  | 16   | Riniken        | 1 487                          | 4,76    |
| 4    | Bözberg    | 1 563                          | 15,39   |  |  |  | 17   | Rüfenach       | 870                            | 4,17    |
| 5    | Bözen      | 742                            | 3,96    |  |  |  | 18   | Schinznach     | 2 224                          | 12,29   |
| 6    | Brugg      | 11 172                         | 6,38    |  |  |  | 19   | Schinznach-Bad | 1 331                          | 1,90    |
| 7    | Effingen   | 601                            | 6,85    |  |  |  | 20   | Thalheim       | 824                            | 9,92    |
| 8    | Elfingen   | 288                            | 4,21    |  |  |  | 21   | Veltheim       | 1 446                          | 5,24    |
| 9    | Habsburg   | 425                            | 2,23    |  |  |  | 22   | Villigen       | 2 057                          | 11,21   |
| 10   | Hausen     | 3 478                          | 3,21    |  |  |  | 23   | Villnachern    | 1 624                          | 5,75    |
| 11   | Lupfig     | 3 026                          | 8,45    |  |  |  | 24   | Windisch       | 7 470                          | 4,91    |
| 12   | Mandach    | 342                            | 5,54    |  |  |  |      |                |                                |         |
| 13   | Mönthal    | 390                            | 3,94    |  |  |  |      | Okres celkem   | 50 251                         | 145,15  |